# East Bengal Regiment
The East Bengal Regiment est un régiment d'infanterie de l'armée du Bangladesh. C'est la plus grande formation militaire de l'armée bangladaise.

## Membres
- Hamidur Rahman
- Md Abdul Mubeen